# 克里斯汀·貝爾作品列表

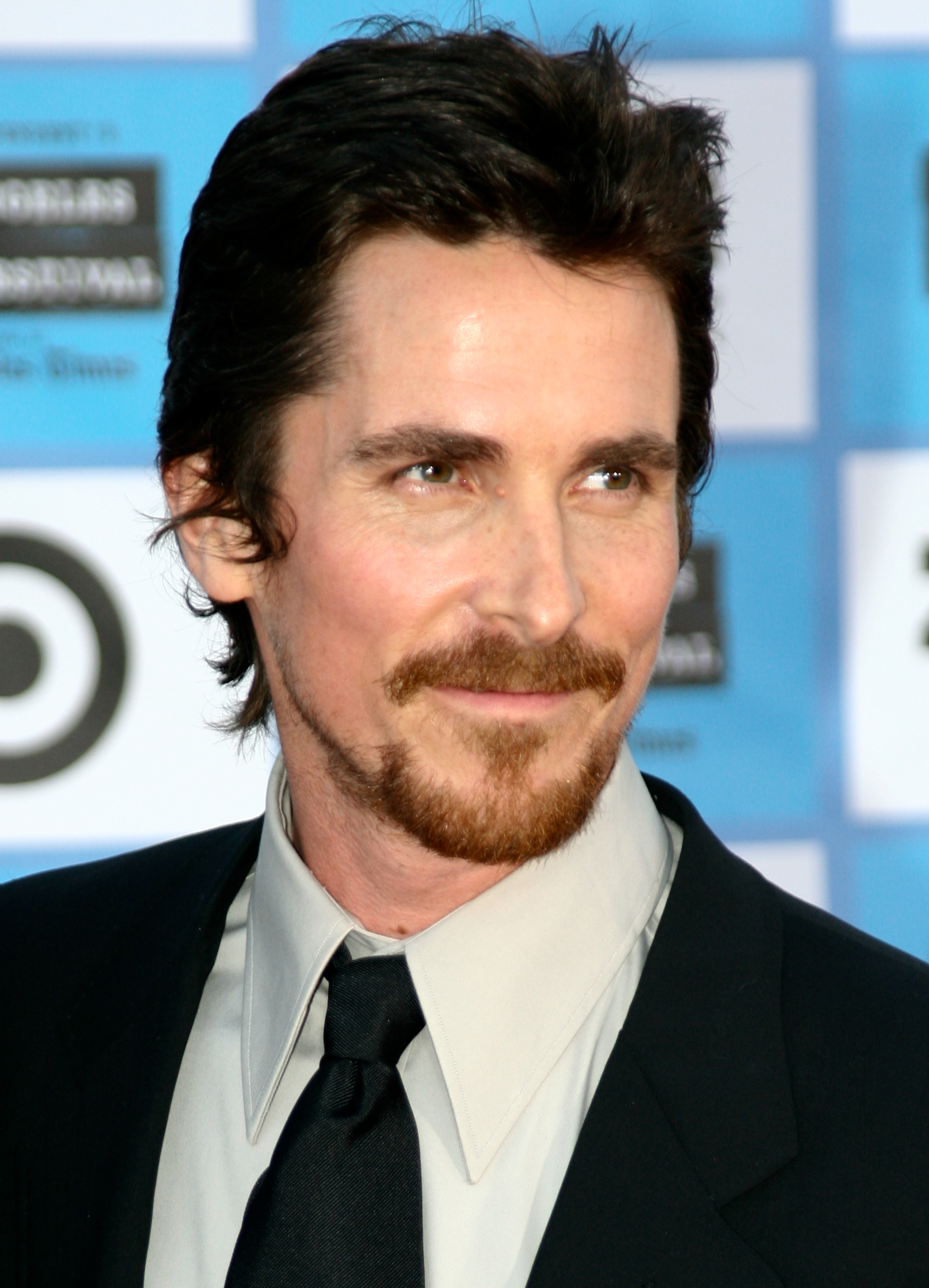
2009年，贝尔出席《公众之敌》的洛杉矶电影节首映会

克里斯汀·貝爾是一名英国男演员，曾主演过多部电影。贝尔最初在电影《太阳帝国》中饰演一名被日本军人囚禁在中国的年轻男孩，演出得到了大多数影评人的称赞。两年以后，贝尔在一部改编自威廉·莎士比亚同名戏剧的劇情片《亨利五世》中扮演一个小角色，这部电影被认为是有史以来最佳的莎士比亚戏剧改编作品之一。1992年，贝尔在華特·迪士尼公司制作的音乐剧《报童传奇》中饰演主角杰克·凯利，该电影在评论界和商业方面均取得了失败；但却获得了一批邪典追捧。他在1994年的戏剧电影《小妇人》中表现不俗，获得了积极的评价。1995年，贝尔为迪士尼动画电影《风中奇缘》配音，该影片评价褒贬不一，但却在票房方面取得了成功。1998年，他在陶德·海恩斯执导的戏剧电影《紫醉金迷》中饰演一位英国记者亚瑟·斯图亚特，即使该片评价毁誉参半，但贝尔扮演的角色却受到了“热切期待”。贝尔在1999年电影《仲夏夜之梦》中饰演《德米特里》，该影片改编自莎士比亚的同名戏剧，由迈克尔·霍夫曼执导。同年，他在电视电影《圣母玛利亚》中饰演拿撒勒人耶稣。
在2000年，贝尔主演了心理惊悚片《美色殺人狂》，在片中饰演连环杀手帕特里克·贝特曼。他的演出获得了评论界的积极评价，并通常被认为是他的突破性角色。同年，他与森姆·積遜共同主演了广受好评的动作犯罪片《殺戮戰警》。他还与尼古拉斯·凯奇和佩内洛普·克鲁兹联合主演爱情片《戰地情人》。该片遭到了影评人的唾弃，而且在商业方面表现不佳。2004年，为在心里惊悚片《克里斯汀·貝爾之黑暗時刻》中饰演特雷弗·列兹尼克，贝尔瘦了63磅（29）。虽然该片得到了影评人的赞誉，但却在商业上取得了失败。贝尔从2005年开始在克里斯托弗·诺兰执导的一部重启蝙蝠侠系列电影《蝙蝠俠：開戰時刻》中饰演主角蝙蝠俠。他在该片的演出备受好评，而且还在票房上取得了成功。随后，他还在以此片为基础创作的同名电子游戏中为蝙蝠侠配音。2006年，贝尔在战争片《重见天日》中饰演德裔美国飞行员迪特尔·登格勒，尽管该影片获得了正面的评价，但票房惨不忍睹。同年，他与休·傑克曼和史嘉蕾·喬韓森联合出演了悬疑片《頂尖對決》，在影评界与票房方面均取得了成功。翌年，贝尔与羅素·高爾共同出演西部片《決戰3:10》，该电影得到了影评界的积极评价，然而在票房方面表现一般。
贝尔继续在诺兰执导的第二部蝙蝠侠系列电影，即2005年的《蝙蝠俠：開戰時刻》续集《黑暗騎士》（2008年）中再次出演蝙蝠侠。该片上映之后获得了高度积极的评价，并且被认为是2000年代最佳电影之一。其在全球的票房总收入超过10亿美元。一年后，他在终结者系列第四部电影《魔鬼終結者：未來救贖》中饰演約翰·康納。虽然大多数评论界对该电影的评价不佳，但却在商业上取得了成功。同年，贝尔与強尼·戴普联合出演一部在评论界和商业上均取得成功的电影《頭號公敵》，他在该影片中饰演联邦调查局特务梅尔文·珀维斯。翌年，贝尔在传记式体育片《燃燒鬥魂》中与馬克·華伯格合作，饰演迪基·埃克隆。该影片得到了影评界的好评，并在商业上取得了成功。贝尔也因在这部电影中的表演荣获第83届奥斯卡金像奖最佳男配角奖。2012年，贝尔在诺兰执导的蝙蝠侠电影三部曲的第三部《黑暗騎士：黎明昇起》中再次出演蝙蝠侠。与前两部一样，这部电影同样受到影评人的好评。《黑暗骑士：黎明升起》在全球获得了10亿美元的票房，成为2012年票房第三高的电影。贝尔因在亞當·麥凱执导的传记式正喜剧电影《大賣空》中饰演麥可·貝瑞而被提名奥斯卡奖和英国电影学院奖最佳男配角奖。又在亚当·麦凯执导的《為副不仁》中扮演迪克·切尼而再次获得奥斯卡最佳男主角提名。他在漫威影业电影《雷神索爾：愛與雷霆》中饰演反派角色屠神者格爾。

## 电影

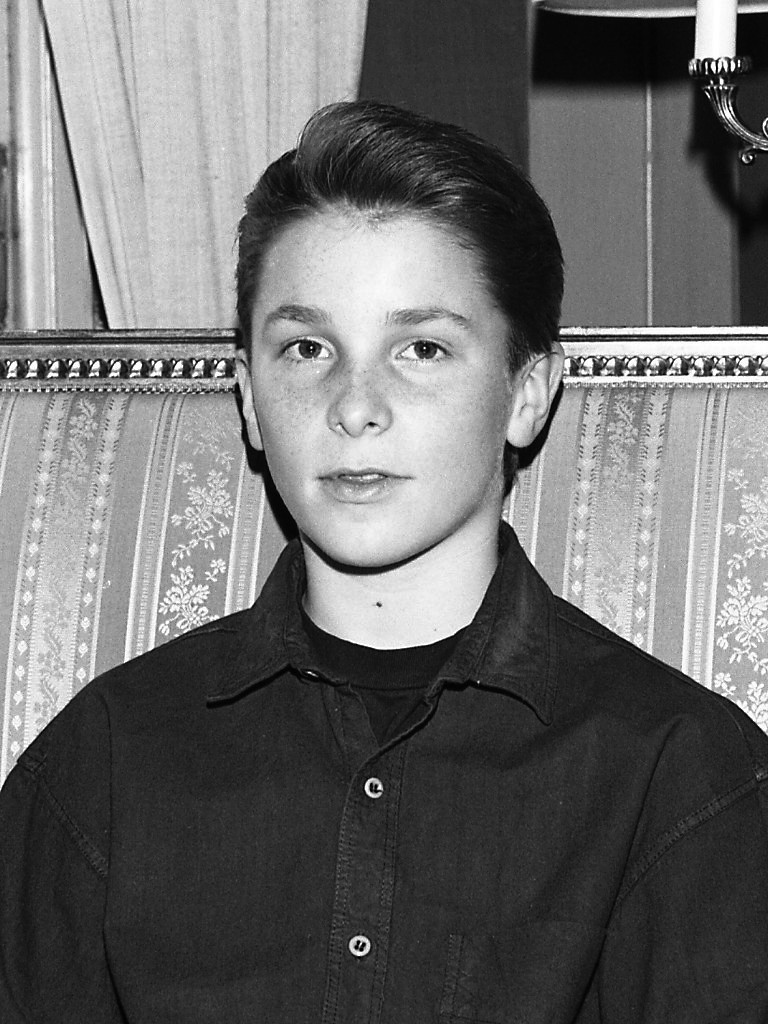
1988年，贝尔为电影《太阳帝国》做宣传

| 年份 | 片名                        | 角色                                                    | 導演                        | 注释           | 来源                 |
| ---- | --------------------------- | ------------------------------------------------------- | --------------------------- | -------------- | -------------------- |
| 1987 | 《王子历险记》              | 尤姆-尤姆／本克（Jum-Jum/Benke）                        | 弗拉基米爾·格拉馬蒂科夫     |                | [ 37 ]               |
| 1987 | 《太阳帝国》                | 吉姆·格雷厄姆（Jim Graham）                             | 斯蒂芬·斯皮尔伯格           |                | [ 38 ] [ 39 ] [ 40 ] |
| 1989 | 《亨利五世》                | 法斯塔夫的男孩（Falstaff's Boy）                        | 簡尼夫·班納                 |                | [ 41 ]               |
| 1992 | 《报童传奇》                | 杰克·凯利（Jack Kelly）                                 | 肯尼·奥特加                 |                | [ 42 ]               |
| 1993 | 《搖擺狂潮》                | 托马斯·伯杰（Thomas Berger）                            | 托马斯·卡特                 |                | [ 43 ]               |
| 1994 | 《圣战豪情》                | 阿姆雷特王子（Prince Amled）                            | 蓋布里爾·亞斯里             |                | [ 44 ]               |
| 1994 | 《小妇人》                  | 西奥多·“劳利”·劳伦斯（Theodore "Laurie" Laurence）      | 姬蓮·阿姆斯壯               |                | [ 45 ]               |
| 1995 | 《风中奇缘》                | 托马斯（Thomas）                                        | 麥克·蓋布瑞爾 艾瑞克·戈德堡 | 配音           | [ 46 ] [ 47 ]        |
| 1996 | 《妮可·基嫚之風情萬種》     | 爱德华·罗齐尔（Edward Rosier）                          | 珍·康萍                     |                | [ 48 ] [ 49 ]        |
| 1996 | 《秘密间谍》                | 史蒂维（Stevie）                                        | 基斯杜化·咸頓               |                | [ 50 ] [ 51 ]        |
| 1997 | 《都会大地》                | 克里斯·劳埃德（Chris Lloyd）                            | 菲利普·萨维尔               |                | [ 52 ] [ 53 ]        |
| 1998 | 《紫醉金迷》                | 亚瑟·斯图亚特（Arthur Stuart）                          | 陶德·海恩斯                 |                | [ 54 ] [ 55 ]        |
| 1998 | 《两情世界》                | 博比·普拉特（Bobby Platt）                              | 杰里米·托马斯               |                | [ 56 ] [ 57 ]        |
| 1999 | 《仲夏夜之梦》              | 德米特里（Demetrius）                                   | 迈克尔·霍夫曼               |                | [ 58 ] [ 59 ]        |
| 2000 | 《美色殺人狂》              | 帕特里克·贝特曼（Patrick Bateman）                      | 玛丽·哈伦                   |                | [ 60 ] [ 61 ]        |
| 2000 | 《殺戮戰警》                | 小沃尔特·韦德（Walter Wade Jr.）                        | 約翰·辛格頓                 |                | [ 62 ] [ 63 ]        |
| 2001 | 《戰地情人》                | 曼德拉斯（Mandras）                                     | 約翰·麥登                   |                | [ 64 ] [ 65 ]        |
| 2002 | 《桂冠街区》                | 萨姆（Sam）                                             | 丽莎·绍洛坚科               |                | [ 66 ] [ 67 ]        |
| 2002 | 《火焰末日》                | 奎因·阿伯克龙比（Quinn Abercromby）                     | 勞勃·鮑曼                   |                | [ 68 ] [ 69 ]        |
| 2002 | 《撕裂的末日》              | 约翰·普雷斯顿（John Preston）                           | 寇特·威默                   |                | [ 70 ] [ 71 ]        |
| 2004 | 《克里斯汀·貝爾之黑暗時刻》 | 特雷弗·列兹尼克（Trevor Reznik）                        | 布雷·安德森                 |                | [ 72 ] [ 73 ]        |
| 2004 | 《哈尔的移动城堡》              | 哈尔·彭德拉根（Howl Pendragon）                             | 宫崎骏                      | 英语配音       | [ 74 ] [ 75 ]        |
| 2005 | 《蝙蝠俠：開戰時刻》        | 布鲁斯·韦恩／蝙蝠侠（Bruce Wayne/Batman）               | 克里斯托弗·诺兰             |                | [ 17 ]               |
| 2005 | 《新世界》                  | 約翰·羅爾夫（John Rolfe）                               | 泰倫斯·馬利克               |                | [ 76 ]               |
| 2005 | 《非常时期》                | 吉姆·戴维斯（Jim Davis）                                | 大卫·阿耶                   | 兼执行制片人   | [ 77 ]               |
| 2006 | 《重见天日》                | 迪特尔·登格勒（Dieter Dengler）                         | 韋納·荷索                   |                | [ 78 ]               |
| 2006 | 《頂尖對決》                | 阿尔弗雷德·博登／法伦（Alfred Borden/Fallon）           | 克里斯托弗·诺兰             |                | [ 79 ]               |
| 2007 | 《决斗犹马镇》              | 丹·埃文斯（Dan Evans）                                  | 詹姆斯·曼高德               |                | [ 80 ]               |
| 2007 | 《搖滾啟示錄》              | 杰克·罗林斯／帕斯特·约翰（Jack Rollins/Pastor John）    | 陶德·海恩斯                 |                | [ 81 ]               |
| 2008 | 《黑暗騎士》                | 布鲁斯·韦恩／蝙蝠侠（Bruce Wayne/Batman）               | 克里斯托弗·诺兰             |                | [ 82 ] [ 83 ]        |
| 2009 | 《魔鬼終結者：未來救贖》    | 約翰·康納（John Connor）                                | 麥可吉                      |                | [ 84 ]               |
| 2009 | 《頭號公敵》                | 梅尔文·珀维斯（Melvin Purvis）                          | 麥可·曼恩                   |                | [ 85 ]               |
| 2010 | 《燃燒鬥魂》                | 迪基·埃克隆（Dicky Eklund）                             | 大卫·欧·拉塞尔              |                | [ 86 ] [ 87 ]        |
| 2011 | 《金陵十三钗》              | 约翰·米勒（John Miller）                                | 张艺谋                      |                | [ 88 ] [ 89 ]        |
| 2012 | 《黑暗騎士：黎明昇起》      | 布鲁斯·韦恩／蝙蝠侠（Bruce Wayne/Batman）               | 克里斯托弗·诺兰             |                | [ 90 ] [ 91 ]        |
| 2013 | 《逃出熔炉》                | 罗素·巴泽（Russell Baze）                               | 史考特·庫柏                 |                | [ 92 ] [ 93 ]        |
| 2013 | 《美国骗局》                | 欧文·罗森菲尔德（Irving Rosenfeld）                     | 大卫·欧·拉塞尔              |                | [ 94 ] [ 95 ]        |
| 2014 | 《出埃及記：天地王者》      | 摩西（Moses）                                           | 雷利·史考特                 |                | [ 96 ] [ 97 ]        |
| 2015 | 《聖杯騎士》                | 里克（Rick）                                            | 泰伦斯·馬利克               |                | [ 98 ]               |
| 2015 | 《大空头》                  | 麥可·貝瑞（Michael Burry）                              | 亞當·麥凱                   |                | [ 99 ] [ 100 ]       |
| 2016 | 《愛在戰火紛飛時》          | 克里斯托弗·“克里斯”·迈尔斯（Christopher "Chris" Myers） | 特里·喬治                   |                | [ 101 ] [ 102 ]      |
| 2017 | 《敵對分子》                | 约瑟夫·J·布洛克尔上尉（Captain Joseph J. Blocker）      | 史考特·庫珀                 |                | [ 103 ] [ 104 ]      |
| 2018 | 《森林之子毛克利》          | 巴希拉（Bagheera）                                      | 安迪·瑟克斯                 | 配音和动作捕捉 | [ 105 ] [ 106 ]      |
| 2018 | 《為副不仁》                | 迪克·切尼（Dick Cheney）                                | 亞當·麥凱                   |                | [ 107 ] [ 108 ]      |
| 2019 | 《賽道狂人》                | 肯·迈尔斯（Ken Miles）                                  | 詹姆斯·曼高德               |                | [ 109 ] [ 110 ]      |
| 2022 | 《雷神索爾：愛與雷霆》      | 屠神者格爾（Gorr the God Butcher）                      | 塔伊加·維迪提               |                | [ 111 ]              |
| 2022 | 《阿姆斯特丹》              | 伯特·贝伦德森（Burt Berendsen）                         | 大卫·欧·拉塞尔              | 兼製片人       | [ 112 ] [ 113 ]      |
| 2022 | 《淡藍之眸》                | 奥古斯图斯·兰多尔（Augustus Landor）                    | 史考特·庫珀                 | 兼製片人       | [ 114 ] [ 115 ]      |
| 2023 | 《蒼鷺與少年》              | 牧勝一（まき しょういち）                               | 宮崎駿                      | 英語版配音     | [ 116 ]              |

## 电视
| 年份 | 片名                       | 角色                       | 導演                 | 注释     | 来源    |
| ---- | -------------------------- | -------------------------- | -------------------- | -------- | ------- |
| 1986 | 《阿纳斯塔西亚：安娜之谜》 | 阿列克谢（Alexei）         | 詹姆斯·戈德曼        | 電視電影 | [ 117 ] |
| 1987 | 《国家之心》               | 本·哈里斯（Ben Harris）    |                      | 共4集    | [ 118 ] |
| 1990 | 《金银岛》                 | 吉姆·霍金斯（Jim Hawkins） | 弗雷泽·克拉克·赫斯顿 | 电视电影 | [ 119 ] |
| 1991 | 《优质杀手》               | 蒂姆·珀金斯（Tim Perkins） | 加文·米勒            | 电视电影 | [ 120 ] |
| 1999 | 《圣母玛利亚》             | 拿萨勒人耶稣               | 凯文·康纳            | 电视电影 | [ 121 ] |

## 电子游戏
| 年份 | 名称                 | 角色                | 开发商                    | 发行商                | 注释 | 来源            |
| ---- | -------------------- | ------------------- | ------------------------- | --------------------- | ---- | --------------- |
| 2005 | 《蝙蝠侠：侠影之谜》 | 布鲁斯·韦恩／蝙蝠侠 | Eurocom Vicarious Visions | 艺电 華納兄弟互動娛樂 | 配音 | [ 122 ] [ 123 ] |